# Topi Lappalainen
Topi Lappalainen, född 1974, är en finländsk journalist som arbetar som chefredaktör för den finländska socialdemokratiska nättidningen Arbetarbladet. Han efterträdde Johan Kvarnström som tidningens ordinarie chefredaktör den 21 juni 2023. Mellan 2020 och 2023 var han tf. chefredaktör under Kvarnströms tjänstledighet.
Lappalainen har varit verksam som timlärare vid Helsingfors universitet och innan redaktörskapet frilansat bl.a. för Arbetarbladet, Västra Nyland och Ny Tid. Han har varit medlem i Socialdemokraterna sedan år 2003. Han har examina i både ekonomisk historia, från  Uppsala universitet, och i nordisk litteratur, från Helsingfors universitet.